# Tiltonsville, Ohio
Tiltonsville là một làng thuộc quận Jefferson, tiểu bang Ohio, Hoa Kỳ. Năm 2010, dân số của làng này là 1372 người.

## Dân số
- Dân số năm 2000: 1329 người.
- Dân số năm 2010: 1372 người.